# Nils Fredric Wallensteen
Nils Fredric Wallensteen, född den 20 januari 1796 i Danderyds socken i Stockholms län, död den 8 augusti 1877 på Österby på Svartsjölandet på Färingsö, var en svensk statsman.

## Biografi
Nils Fredric Wallensteen var son till prosten Johan Peter Wallensteen och bror till prosten Johan Christian Wallensteen. Han blev student vid Uppsala universitet 1812 och avlade 1816 kansliexamen, varefter han ingick vid kammarexpeditionen av Kunglig Majestäts kansli. Han befordrades där till protokollssekreterare 1827, tjänstgjorde även (1821–1833) i Krigskollegium samt var notarie och vice sekreterare i bondeståndet vid riksdagarna 1828–1830 och 1834–1835.
Wallensteen innehade 1840–1848 befattningen som expeditionschef i Civildepartementet och var 10 april 1848–26 mars 1861 konsultativt statsråd under växlande ministärer. På grund av samvetsgrannhet och sitt goda minne fick han hedersnamnet "konseljens författningslexikon". Louis De Geer berättar: "I fråga om alla administrativa författningar och prejudikater var han af alla lefvande lexika jag känt det fullständigaste och säkraste. Men han egde äfven djupa insigter och förenade dermed en liberal statsmannablick, som sträckte sig öfver alla tidens frågor".